# Cantonul Međimurje
Cantonul Međimurje  este una dintre cele 21 unități administrativ-teritoriale de gradul I ale Croației. Are o populație de 118.426 locuitori (2001). Reședința sa este orașul Čakovec. Cuprinde 3 orașe și 22 comune.